# Iptables
iptables es un programa de utilidad de espacio de usuario que permite a un administrador de sistemas configurar el conjunto de reglas de filtro de paquetes proporcionadas por el núcleo Linux (implementado como diferentes módulos Netfilter). Se utilizan diferentes módulos del kernel y programas para protocolos diferentes; iptables se aplica a IPv4, ip6tables a IPv6, arptables a ARP, y ebtables a marcos de Ethernet.
Iptables requiere privilegios elevados para operar y debe ser ejecutado por el usuario root, de lo contrario, fallará. En muchas distribuciones de Linux, como aquellas basadas en Debian, iptables puede ser encontrado en el fichero /usr/sbin/iptables, y documentado en su página de man, la cual puede ser abierta utilizando el comando man iptables. De igual forma, en las distribuciones basadas en Red Hat  podemos encontrar iptables en el fichero /sbin/iptables pero, debido a su carácter de servicio más que de binario esencial, la primera ubicación es preferida.
El término iptables  también es frecuentemente usado para referirse de forma inclusiva a componentes a nivel de kernel. x_tables es el nombre del módulo del kernel que contiene la porción de código compartido utilizada por los cuatro módulos y que también proporciona la API utilizada para las extensiones. Subsecuentemente Xtables se utiliza grosso modo para referirse a toda la arquitectura del cortafuegos (v4, v6, arp y eb).
iptables sustituyó a ipchains, y iptables a su vez fue sucedido por nftables, que fue lanzado el 19 de enero de 2014 y se integró en la rama principal del kernel de Linux en la versión 3.13 del kernel.